# چیارو ایگایا
چیارو ایگایا (انگلیسی: Chiharu Igaya; ۲۰ مهٔ ۱۹۳۱ – ) اسکی‌باز آلپاین اهل ژاپن بود.